# アナトゥール星伝
『アナトゥール星伝』（アナトゥールせいでん）は、折原みとによる日本のライトノベル。当初は講談社X文庫ティーンズハート（講談社）より全20巻が刊行された。その後、2008年3月から9月にかけてホワイトハート（同）のレーベルに移管して全巻が再刊行されている。
また、2007年からは雑誌『Pianissimo』（ポプラ社）にて、著作者自身によって完全コミカライズ版が展開され、単行本も同社より2010年10月現在、4巻まで刊行されている。（内容は『銀の星姫』まで。これで第1部完。）

## あらすじ
全く普通の女子高生、鈴木結奈は、とある夏の日、学校をエスケープしていつもの図書館・奥の書庫にいた。そして、そこの原書棚で偶然見つけた、全く見覚えのない文字なのにタイトルを読むことができた不思議な書物「アナトゥール星伝」の第1ページ目に書かれた文面を読んだとき、彼女の異世界での冒険が始まった。

## 主な登場人物
人物名の横にある声優名は、2001年発売の『金の砂漠王サウンドシアター』でのもの。

### 地球
鈴木結奈（すずき ゆいな）（椎名へきる）
第1巻で16歳の主人公。三流の私立女子校に通う、全く普通の女子高生。中学までは成績トップの才女だったが、勉強を怠けたため、受験に失敗してしまった。茶色がかった長い髪と茶色の瞳を持ち、そこそこ人目を惹く美少女。父親が一流大学の教授であるため、厳しくしつけられてきた一人娘である。ニックネームはユナ。
図書館の書庫で見つけた「アナトゥール星伝」を開いたことから、異世界アナトゥールで起こる戦争などに何度も関わり、人間的に成長していく。予言書「アナトゥール星伝」に記された、銀の星姫（メシナ）。明朗快活で度胸があり、開き直ると強いタイプ。新体操が得意なため、体が柔らかく身体能力もそこそこ高い。アナトゥールでの冒険を重ねる中で、「少しでもみんなの役に立てるように」と救急看護の勉強を始め、「砂漠を緑でいっぱいにしたい」との思いから大学の農学部へ進学し、砂漠の緑化について学ぶ。
隣国との戦争中であるエスファハン国にトリップした最初の冒険の後に、エスファハン国王となったシュラから「婚約の証」として王妃が額に飾る銀の輪を受け取る。しかしトリップしてくる度にエスファハンや周辺国で戦争を含む問題が起きており、式自体は「アナトゥールが平和になるまで」延期される。二十歳の頃に「これが最後のトリップになり、地球へ帰還することはない」と感じる、最後の冒険を終えて、両親や親友・沙夜が見守る中で無事にシュラと結ばれた。10年後には8歳の長男・ジェイ（シュラ譲りの金髪碧眼）、6歳の長女・ユラナ（ユナそっくりの茶色の髪と瞳）、生後3ヶ月の次男・ナディル（茶色の髪）がいる。
162センチ･45キロ。血液型はB型。8月10日生まれ。特技は新体操。趣味は映画鑑賞、救急看護の勉強。
牧原沙夜（まきはら さや）
ユナの高校からの親友。肩までのワンレングスの髪が大人っぽい印象を持たせる少女。総合病院の院長の娘で非常に頭がいいが、小説家志望。ユナの冒険のことを唯一知っているため、トリップ中のアリバイ工作をすることもしばしば。
作中で2度アナトゥールにトリップする。エスファハンの医療が進歩した裏には、一部彼女の存在がある。ユナがシュラと婚約した後、「次期エスファハン王妃の相談役」を自任する。ユナに「緑の守護神（ガーディアン）」という称号を与え、「アナトゥール星伝・新章」の該当部も記した。
本編最終巻『黄金の最終章（エピローグ）』収録のコミックで、大学卒業後に、ユナの冒険の数々を物語にして出版したことが判明。
165センチ、47キロ。血液型はA型。11月27日生まれ。特技は小説を書くこと。趣味は読書・パソコン。
ルマイラ
地球で8世紀ごろの人物。神の様な「想像したものを実体化させる」力を持ち、異世界・アナトゥールは彼が創造した。予言書「アナトゥール星伝」を遺し、その遺志は、世界を作ったとき中心となった西の砂漠の空に輝く銀の星であるとされる。

### アナトゥール

#### エスファハン国
シュラ・サーディン（岩永哲哉）
砂漠のオアシス国・エスファハン国の第37代国王。母は早くに亡くなり、父であった前国王は戦争開始後に敵方によって毒殺された。出会った当時の名残で、正式に即位した後も、ユナには長く「王子」と呼ばれる。
母親譲りの金髪と翡翠色の瞳をもつ、予言書「アナトゥール星伝」に記された金の砂漠王（バーディア）。女装した際は生前の母親に生き写しだという証言がある美少年。
最初はユナと反発していたが、力を合わせていろいろなことを乗り越えるうち、次第に惹かれあっていく。2巻目にて、西の砂漠で重傷を負い、「彼を助けて」と願うユナの祈りで地球にトリップし、外科医である沙夜の父親の治療を受ける。また、入院中に地球の科学技術に関する知識を本で学び、その後の戦いに生かすなど、頭の回転は速い。最終巻でユナと結ばれる。
西のラドルフ王国、北のシルハーン国、南のアンフォラ国と「4国平和同盟」を結び、そのリーダーとなる。
ラドルフ王国の前国王・ベルギリウス2世とは異父兄弟、現国王・アイシャ・オーガスとは従兄妹の関係にある。ルマイラの｢善の心」、希望の部分の化身とされる。
苗字の由来はサファヴィー朝を興したサラディン。
180センチ、63キロ。血液型はO型。10月12日生まれ。趣味は遠乗り・馬の手入れ。特技は他人を従えること。
アルシェ・ラシッド（緑川光）
シュラの補佐官で第1の従者。創造主ルマイラの末裔で、非常に長く癖のない黒髪と黒い瞳を持つ。予言書を紐解き解釈できる唯一の存在。
幼い頃から宮殿の出入りを許され、シュラを見てきた。第1巻では22歳という若さながら、重臣達も一目置く切れ者。ルマイラが残した秘術書を紐解き、シュラが感染した病を身代わったことがある。ルマイラの記した「アナトゥール星伝」が終わった後は、シュラとユナが冒険の中で出会った人たちのことを、ルマイラの予言書に則った表記で歴史書「アナトゥール星伝・新章」として書き留めていくようになる。
名前の由来は、アラビアンナイトに登場する「アル・ラシード」。
181センチ、70キロ。血液型はA型。1月29日生まれ。趣味は読書・瞑想・「アナトゥール星伝」の研究。特技はシュラ王のフォロー。
サラム・リアード
エスファハン国宰相の末息子で王宮近衛士官。10代の頃から、見聞を広めるべく何度も旅に出ているので、剣の腕は確かで見識も広い。
中盤からユナたちの旅に同行する。温和な性格の青年で人当たりもいいので、諜報員のような仕事をすることもある。最終的にマルタと結ばれる。
原作では第4巻『青の月光王』、コミック版では『銀の星姫』相当部分から登場。
178センチ、68キロ。血液型はB型。10月8日生まれ。趣味は旅行。特技はどんな状況にもすぐになじめること。
イーサー・ハザル
後述するシルハーン国の奴隷となっていた少数民族の青年。登場は第4巻『青の月光王』から。ざんばらに切った黒髪に、黒い瞳を持つ。
奴隷として送られてきた女装中のシュラを襲おうとして、返り討ちにあい、その強さに惚れ込んで家臣となる。快活な性格。奴隷達のリーダーとなったシュラを「お頭（中盤からは「シュラ王」）」、その婚約者・ユナを「姐さん（あねさん。終盤で「ユナさま」に変化）」と呼ぶ。最終巻でリタと結ばれる。
186センチ、80キロ。血液型はO型。9月12日生まれ。趣味は遠乗り。特技は剣術・格闘技。
マルタ・ラシェール（岡村明美）、リタ・バーレイ（氷上恭子）
ともにユナの侍女。王宮の女官であるため、ある程度護身術や剣術は使える模様。黒髪をボブカットにしているほうがマルタ、緩いウェーブのかかった明るい色の髪を背中に流しているほうがリタ。
何があってもユナについていこうとする「職務忠実コンビ」で、初登場時はユナよりやや年長。第1巻でムラダバードに捕らわれた際、身に着けている指輪に仕込まれた毒薬で自害しようとしたがユナに止められ、その後もユナの影響を受けて心情に変化が起こる。
最終巻でマルタはサラムと、リタはイーサーと結ばれる。
マルタ：160センチ、47キロ。血液型はA型。12月26日生まれ。趣味は料理・裁縫。特技は家事一般。穏和で真面目。
リタ：162センチ、50キロ。血液型はB型。6月8日生まれ。趣味はいい男ウォッチング。特技は噂話。明るくミーハー。
ナディル・サルファン
ラドルフ王国との国境を守る国境警備隊長を務める男。頬に刀傷がある。最初はユナをよく思っていなかった。
西の砂漠で重傷を負ったシュラ・ユナとともに一度地球へトリップし、シュラが沙夜の両親が経営する病院に入院している間、そこの小児科に入院している子供たちと出会う。彼らからは、外見が似ていたため「シュワルツェネッガーのお兄ちゃん」 と呼ばれ、慕われていた。
シュラが6歳の頃、辺境の部族同士の争いで彼の一家や同郷の人々が彼を残して全滅したため、討伐に行ったエル・サーディンに引き取られ、王宮でシュラと出会う（当時10歳）。シュラによれば、彼は「家族を一度に亡くしたため、誰かを愛してまた失うのを恐れている」らしい。シュラに心服していて、いずれシュラが継ぐ国を護るため、国境警備隊に志願した。シュラの親友ともいえたが、ラドルフ王国の将軍の凶刃からユナを庇い死亡する。彼の名前は、ユナが出産を介助したフェス人の少年と、ユナとシュラの間に生まれた第2王子（第3子）に引き継がれている。
188センチ、82キロ。血液型はA型。1月4日生まれ。趣味は身体の鍛錬、特技は剣術。21歳没。
エルディス・サーディン
シュラの父。敵国の騙し討ちに遭い、冒頭から既に故人。国民からは尊敬をこめて「エル・サーディン王」と呼ばれていた。
若い頃に、サラムの父とマルタの父だけを供にして各国をお忍びで見て周り、シルファード公国へ立ち寄った際に、シュリアを見初める。

#### シルハーン国
ユージン・シルハーン
少数民族が多い草原の国・シルハーン国国王。地方領主の役職に就く3人の兄がいるが、異父弟である彼が王位を継いだことに反感を持っていて、幾度となく刺客を送り込まれる。
母親がある民族に誘拐・強姦された為、その民族特有の、月光を思わせる長い銀髪に薄いブルーの瞳を受け継いでいる。また、戦時は青いマントをまとって騎馬を駆るため、「草原の青き狼」の異称を持つ。勇猛果敢で「王の中の王」とも呼ばれて畏れられ、敬われる。
征服過程で奴隷とした少数民族の男達を率いて反乱の指揮を執ったシュラと決闘し、最終的に友となる。予言書「アナトゥール星伝」に記された青の月光王（ムーンシャイア）であり、その後結ばれた4国平和同盟の同盟者の一人。
184センチ、72キロ。血液型はAB型。5月18日生まれ。趣味はユナをからかうこと。特技は乗馬・剣術・戦闘。
サアラ・セルシア
シルハーン国内の紛争の際に戦利品として貢ぎ出された踊り子。ユージンの実父と同じ部族出身の銀髪に青い瞳を持つ美少女で「雪舞姫（スノーラント）」の名を持つ。ユージンのことが好きで無邪気に慕っていたが、前々からユージンに恨みを持っていた兄によって、彼の命を奪う道具にされてしまう。最終的には彼を助ける為、踊りの儀式を行い、自らの命を絶つ。15歳没。

#### アンフォラ国
リディア・レネイデス
アンフォラ国女王（初登場時はまだ即位前）。ウェーブのかかった長い黒髪と抜群のプロポーションを持つ。誕生時に「大地の女神アイラスの化身」という神託を受け、神格化されて育ったため、わがままな性格。しかし、優しさと潔さも持ち合わせており、シュラに諭されてフェス人を奴隷の地位から解放した。大抵カディスと名付けた黒豹を連れている。
海で遭難し、記憶喪失に陥ったシュラを助け、その容姿から彼をアンフォラ国に伝わる神話の「太陽神ソール」の化身と思い込み、月光王の名を持つユージンを、神話の中で太陽神を地上に落とした「月の神セフルス」にたとえ、毛嫌いしている。神話の中では太陽神ソールと女神アイラスが結ばれる関係にあるため、シュラの婚約者であるユナを「10人並」と罵り、シュラに熱烈なアタックを続けていた。
国内で奴隷として扱われていたフェス人が独立を求めて決起した事件の最中、毒サソリに刺され、一時生死を彷徨うも、同じサソリに刺されたことがあるヴァン・ブルーの血から血清を作る方法を思いついたユナに救われた。最終的にはその伝説の海賊王ヴァン・ブルーと結ばれて子供を身ごもり、彼が亡くなった後で長男を出産。風の神の名である「ファルダ」と名づけた。
予言書「アナトゥール星伝」に記された紅の花炎姫（エントラーダ）であり、4国平和同盟の同盟者の一人。
163センチ、47キロ。血液型はO型。4月18日生まれ。趣味はお肌とボディのお手入れ。特技は他人に命令すること。

#### ラドルフ王国
ベルギリウス2世
ラドルフ王国の国王。フルネームはジェイド・ベルギリウス。常に顔を覆う銀色の仮面を身につけている青年。残虐非道な行いを繰り返していたが、反乱軍とエスファハン・アンフォラ・シルハーンの連合軍によってその王権は奪われる。予言書｢アナトゥール星伝｣に記された黒の暗闇王（レグリオン）。
仮面の下の素顔は、髪が黒い以外シュラによく似ている。シュラの母とその兄（先王ベルギリウス1世）を両親として生まれたためであり、20年ずっと地下牢に幽閉されて育つ。ジェイドとは、ザグレブ教においては「罪の子」という意味である。母が名前を変えた後、エスファハンに嫁いでシュラを産んだことは知っていた。物語開始の約3年前に父親を殺して王位に就く。最終的にシュラと一騎討ちをし、敗れて逝去。ルマイラの｢悪の心｣、闇の部分の化身とされる。ミシュア（後述）の顔の醜い部分を自分に、きれいな部分を弟であるシュラに重ねて見ていた節がある。
182センチ、68キロ。血液型はA型。10月27日生まれ。趣味は戦争・他人をいたぶること。特技も同じ。
ルシカ・アトゥルス
ジェイド・ベルギリウスの従者で、15歳ほどの少年。優しい性格。肩で切りそろえた癖のない黒髪と黒い瞳が特徴。ジェイドが即位した頃、もう1冊の｢アナトゥール星伝｣を携えた父親とともにラドルフ王国に現れた。ルマイラの末裔であり、アルシェとよく似た容貌をしている。
｢自分の使命は、ルマイラの心の闇の部分であるジェイドを見守ることだ｣と彼の側にいたが、ジェイドが息を引き取った際に短剣で自害し、唯一の従者としてその後を追う。
アイシャ・オーガス
ベルギリウス1世が遠乗りに出かけた際に一夜の慰み者にされた村娘を母に持つ、ベルギリウス1世の落胤。色の濃い髪と紫色の瞳を持つ少女。物心つく前に母を亡くして引き取られた伯父一家で育ち、従兄をずっと兄だと思っていた。
当初、従兄とともにベルギリウス2世への反乱軍に属しており、エスファハンとの戦争で捕虜となり最後はエスファハンで命を落とした少年兵パウル・クレイと恋仲であった。そのため、ベルギリウス2世を倒す手伝いをしようと敵国へやって来たシュラたちを殺そうと、深夜に彼らのテントに忍び込んだこともある。が、ユナやシュラと交流するうちに元の明るい性格に戻り、2人の友となる。
終盤で「大切に思う人を失った」という共通点を持つ海賊王アレスと結ばれ、子供が生まれて国を任せられるほど成長したらカストリア国の王妃に専念する予定。
予言書「アナトゥール星伝」に記された紫の明星姫（アーリアン）であり、ジェイド亡き後に女王として即位し、4国平和同盟に調印する。
158センチ、43キロ。血液型はB型。5月25日生まれ。趣味は農作業。特技は木登り・農作業。
パウル・クレイ
エスファハンとラドルフ王国の初期の戦いで命を落とした少年兵。敵国という壁を越えてユナと心を通じ合わせる。彼との出会いがアイシャとの出会いに繋がった。
グルージュ
ラドルフ王国の将軍。軍勢を率いてエスファハン国の国境を侵犯し、捕虜としてエスファハン国に捕らわれる。その後本国に帰されたが、2度目の戦いでユナたちと再び顔をあわせる。
その際、体に残る鞭打ちや焼印の傷を見せ、敗戦の咎で息子達を斬首、妻と娘達を下級兵の慰み者にされたことを語る。一旦はユナの同情を得、それが生んだ隙を突いてユナを亡き者にせんとするが、同席していたイーサーに防がれてしまった。
ソフィア・グルージュ
グルージュの娘だが、狡猾で残忍な父親に似ず、穏やかで心優しい性格。慰み者にされ、自害し損ねた傷が首筋にある。ユナがジェイドに捕らえられた際は脱出の手助けをしてくれた。アイシャの女王即位後、彼女の侍女に。
ミシュア・グラン
ジェイドが幽閉されていた際に世話係をしていた女性。ジェイドの2歳年下。波打つ亜麻色の髪と瞳の美女だが、顔の半分には生まれつき醜い痣があり、そのせいで蔑まれて育ったため、同じく孤独なジェイドと心を通じ合わせ、愛し合うように。ともにジェイドの側に上がった母親は呪い師であり、自身もその知識と素質を持つ。また、愛したジェイドを即位させようと王（ベルギリウス1世）らを呪殺しようとしたが、企みがバレ、母が身代わりになった上、城を追放された過去を持つ。
ジェイドを倒したシュラを憎み、毒薬を使ってエスファハン国に疫病を流行らせた張本人。シュラを殺し、その身体と血を使った反魂の術でジェイドを蘇らせようとしていたが失敗に終わる。ユナが自ら手にかけた唯一の人物。「アナトゥール星伝・新章」に妖魔女（アルディーン）と記された。
ベルギリウス1世
作中では故人。フルネームはグレン・ベルギリウス。3人いる男兄弟の長兄で、末の妹であるエルランジェとは10歳違い。
女狂いで有名だったという。嵐の夜、15歳の妹を犯し、生まれた子は「里子に出した」と嘘をついて、城の地下牢に幽閉して育てた。さらには、辺境の村まで遠乗りしては、見目麗しい娘を慰み者にしていた。

#### カストリア国
アレス・キルハート・デ・カストリア
赤い髪と紺碧の瞳を持つ少年で、カストリア国の王子。アイシャより3歳年下。3人の姉がおり、童顔であるがゆえにしばしば彼女達に女装させられてしまうのが悩みの種。
海賊にあこがれ、かつて船がヴァン・ブルー率いる海賊団に襲われた際に、荷物にまぎれて乗り込む。ブルーに示唆され船を下りた後、海賊団を結成し、東の海を探検するための資金集めを始める。部下から海賊王（ファルカス）と呼ばれているため、「アナトゥール星伝・新章」にも海賊王（ファルカス）と記される。
シュラと出会った後、エスファハンの援助を得て大型帆船「青い海風（シャルヴァン・ブルー）号」を完成させて東の海を航海し、アンティトルと呼ばれる新大陸にたどり着く。
一時期ユナに惚れていた。しかし、東の大陸で出会って心を通わせた少女に、祭りの生け贄にされそうになるという危機を救われ、国を脱出するまであと少しというところで少女を喪ってしまう。その彼女によく似ており、同じく大切な人を失った経験を持つアイシャに救われ、結ばれる。
ベルファール・エドナン
アレスの乳母の息子であり、アレスの第1の従者。海賊時代からずっとアレスに付き従う。

#### イルコンドリア自由国
ヴァン・ブルー
アレスがあこがれていた大海賊団の首領で、ラム海の大鷲（イルコンドリア）の異名を持つ男。新大陸を目指して東の海に漕ぎ出すも、嵐にあって遭難し、片足と仲間を失って戻ってくる。その後、アンフォラ国の奴隷・フェス人たちの指導者となり、リディア女王と対立するが和解。嵐の時に負った怪我がもとで亡くなるが、彼の命はリディアに引き継がれる。
「アナトゥール星伝・新章」に自由王（リヴァース）と記される。

#### シルファード公国
ルシェル・ローリン
シルファード公国大公の異母弟。プラチナブロンドの髪に水色の瞳を持つ美少年。「癒し」の力を持ち、 国民から「水晶王（セレスティア）」と呼ばれ慕われている。
最終巻では、ユナたちと協力して基金団体を作り、そのリーダーとして活動していることが判明。
シュリアの側仕えであったセリーナ・ローリンの息子。
ジョアン
シルファード公国の大公でルシェルの兄。「泥土王（ヘロディアス）」という呼称、自分と違い、美しい容姿で周囲に寵愛を受けるルシェルを憎み陥れようとするが失敗。その後改心して彼と和解し、真の大公になる。
シュリア・フランジュール
シュラの母親。物語開始時、既に故人。本名はエルランジェ・ベルギリウスでラドルフ王国のベルギリウス一世の妹。15歳の時、実の兄に強姦されジェイドを産み落とす。
ザグレブ教の近親相姦の罪によって国を追放され、名前を封じて、血縁者であるシルファード公国の公爵家に養女として引き取られる。18歳の時、義理の従兄弟である青年に好意を寄せられるが、お忍びで訪れたエルディス・サーディンに惹かれていき、最後は結ばれるも、若くしてその生涯を閉じた。
兄王との間に生まれた子供であるジェイドは「里子に出された」と聞いていた。

#### ノルーラン国
レンディータ・エルヴァン
レジスタンスを率いていた女性。緋色の髪を持つ。「アナトゥール星伝・新章」に聖戦士（シェルザート）として記される。

#### トラスカラン国
アピカ
トラスカラン国の神職にある女性の中でもっとも高位の職に就く、瑠璃色の瞳を持つ少女。国内の神殿の中で育ったため外の様子を知らなかった。生贄にされかけたアレスを庇って命を落とす。『愛色の女性伝（レディエンド）』収録の『瑠璃色の明星神（チャスカ）』に登場。

## 各国の特徴
エスファハン国
アナトゥールの中心に最も近い、砂漠の中に広がるオアシス国。王都はエスファハン。地球で言えばアラビア半島のイラク・イラン辺りとトルコを合体させたイメージ。名前の語源はサファヴィー朝の王都イスファハン。また、エスファハン宮殿のモデルはアルハンブラ宮殿。王家のしきたりとして「17歳までは王位を継げない」ため、当初は、重要事の決定権こそシュラにあったが、宰相が政治を取り仕切っていた。
アンフォラ国
アナトゥール南部にある大国。王都はダーナ。北部でユーシアス大陸と繋がるエルゼリア大陸はアフリカ大陸に相当。エジプトがモデル。フェス人を長く奴隷として扱ってきたが、女王リディアの代で土地を割譲し彼らの独立を認めた。
シルハーン国
大陸北部にある草原の国。砂漠とは山脈で分かれている。少数民族が多い。ユーラシア大陸中央部、中央アジア辺りのイメージ。モンゴル帝国がモデル。エスファハン国との間にある山脈はカラコルム山脈に相当。また国土にある高原はチベット高原に相当。
ラドルフ王国
エスファハンの西にある王国。大きな広葉樹の森・エルムハースト（イメージはシュヴァルツヴァルト。ただし、こちらは針葉樹林）がある。質実剛健な国柄。イメージは中世ヨーロッパ。
カストリア国
ラドルフ王国とアンフォラ国の間にある国。王都はリバティー。大航海時代のポルトガルとスペインがモデル。温暖で明るい雰囲気の、おおらかな国民性の国。
シルファード公国
国土に湖沼が多く、水の国といわれる。スウェーデン・フィンランドなど、北欧の国がモデル。
ノルーラン国
ラドルフ王国の北、ユーシアス大陸最北部にある小国。地球で言えばバルト3国のイメージ。
イルコンドリア自由国
エルゼリア大陸・アンフォラ国の東に興った国。南アフリカ南西部のカラハリ砂漠辺りのイメージ。自由王たちが起こした独立運動は、第2次世界大戦後にアフリカ各地で起きた、植民地からの独立運動がヒントになっている。
トラスカラン国
アナトゥールの東の大陸（アンティトル）にある国。アメリカ大陸、アステカ王国がモデル。

## 用語・地名
アナトゥール
地球人ルマイラを創造主とする異世界。地球とは時間の流れが異なり、ここで数か月を過ごしても地球時間で約3日ほどであったり、地球で3か月を過ごしても、トリップしてきたのは前回から1か月半ほど後であったりもする。語源はアナトリア高原。
アナトゥール星伝
創造主ルマイラが遺した予言の書。最初にユナをアナトゥールに導いたのもこの本である。2冊存在し、1冊はエスファハンに、もう1冊はラドルフ王国に、それぞれルマイラの末裔によって引き継がれてきた。
「黒の暗闇王（レグリオン）」で予言が終了した後、エスファハンではアルシェが「アナトゥール星伝・新章」としてシュラたちの旅の記録をつけることになった。
黒の暗闇王で終わったと思われていた予言だが、実は「封印された章｣が存在し、これがストーリー後半のカギを握る。
西の砂漠
砂漠のオアシス国エスファハンの西に広がる砂漠。ここの空に銀の星があり、ユナが毎回のトリップで到着するのもここである。
サハル湖
エスファハンの水源。大きな湖であり、周囲には棗などが生えている。ユナとシュラがよく遠乗りにやってくる場所のひとつである。
サルメラ海
地球で言えば太平洋に相当する大洋。ヴァン・ブルーやアレスが漕ぎ出した海がここである。
ラム海
地球では地中海に相当する海。カストリア国からアンフォラ国までの海路がある。ヴァン・ブルーの海賊時代の縄張り。
レムル海
シルハーン国の南にあり、サルメラ海、ラム海と繋がる海。海路が発達していて、貿易が盛んである。
ザグレブ教
ラドルフ王国でもっとも浸透している宗教。ザグレブ神以外を信仰する者は国民でないと言われる。また、この宗教において近親相姦は最も重い罪とされる。
フェス人
南の大陸国・アンフォラ国で代々奴隷として働いてきた、色の黒い人種。リディアによってその労働場所に送り込まれたユナが、出産に立ち会ったりして心を通わせる。のちにヴァン・ブルーに率いられて独立。イルコンドリア自由国を建国。
アンティトル
サルメラ海の向こうにある大陸の、トラスカラン国での呼び名。現地の言葉で｢太陽が昇るところ｣という意味がある。また彼ら自身を、現地では｢アンティトラン（太陽の子）｣と呼ぶ。

## シリーズ一覧

### 小説
当初は「講談社X文庫ティーンズハート」（講談社）のレーベルから刊行。その後、2008年3月から9月にかけ、本編全20巻が「講談社X文庫ホワイトハート」（同）に移管して1か月に3冊のペースで順次再刊行された。
本編
- 金の砂漠王（バーディア）
- 銀の星姫（メシナ）上巻下巻
- 青の月光王（ムーンシャイア）
- 紅の花炎姫（エントラーダ）
- 紫の明星姫（アーリアン）
- 黒の暗黒王（レグリオン）上巻下巻
- 白の雪舞姫（スノーラント）
- 虹色の外伝（ストーリア）※番外編
- 紺碧の海賊王（ファルカス）
- 緋色の聖戦士（シェルザート）
- 琥珀の妖魔女（アルディーン）
- 夢色の追想伝（メモリアル）※番外編
- 空色の水晶王（セレスティア）
- 風色の自由王（リヴァース）
- 愛色の女性伝（レディエンド）※番外編
- 緑の守護神（ガーディアン）上巻下巻
- 黄金の最終章（エピローグ）

その他
- 砂漠の太陽（シャイニング・バーディア）（ティーンズハート刊「SPECIALお楽しみBOX」収録）

### 漫画
ピアニッシモコミックス（ポプラ社）より刊行。
- アナトゥール星伝 1（2008年1月25日発売、ISBN 978-4-591-10060-8）
- アナトゥール星伝 2（2008年10月25日発売、ISBN 978-4-591-10560-3）
- アナトゥール星伝 3（2009年3月25日発売、ISBN 978-4-591-10882-6）
- アナトゥール星伝 4（2009年8月5日発売、ISBN 978-4-591-11099-7）